# باشگاه فوتبال کوکتاش رودکی
باشگاه فوتبال کوکتوش رودکی یک باشگاه فوتبال در شهر چهارگل‌تپه ناحیه رودکی تاجیکستان است. این باشگاه در سال ۲۰۱۱ تاسیس شده و در لیگ عالی تاجیکستان بازی می‌کند.